# ماكسيميليانو باريديس
ماكسيميليانو باريديس (بالإسبانية: Maximiliano Paredes)‏ هو لاعب كرة قدم أرجنتيني في مركز الدفاع، ولد في 26 مارس 1991 في Villa Tesei ‏ في الأرجنتين. لعب مع كيلمس.

## وصلات خارجية
- ماكسيميليانو باريديس على موقع قاعدة بيانات كرة القدم.إي يو (الإنجليزية)
- ماكسيميليانو باريديس على موقع Soccerway.com (الإنجليزية)